# Museo del Oro Precolombino

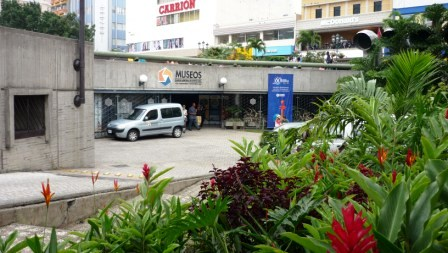
Entrada a los museos del Banco Central en la Plaza de la Cultura.

El Museo del Oro Precolombino Álvaro Vargas Echeverría, llamado simplemente Museo del Oro Precolombino o Museo del Oro, es un museo histórico, arqueológico y cultural ubicado en San José, capital de Costa Rica. Se encuentra localizado en un edificio subterráneo bajo la Plaza de la Cultura, en Calle 5, Avenida Central y segunda, en pleno corazón josefino. Dicho edificio es la sede permanente de las colecciones pertenecientes al Banco Central de Costa Rica, y alberga, además, al Museo de Numismática Jaime Solera Bennett. En 2012, el sitio web de viajes Trip Advisor otorgó un certificado de excelencia al Museo del Oro Precolombino.
El Museo del Oro Precolombino posee una extraordinaria colección de objetos elaborados en oro, los cuales reflejan la cosmovisión, la estructura social y la orfebrería de los pueblos precolombinos que ocuparon el actual territorio costarricense. La exhibición muestra el uso y la función de las piezas, la tecnología, así como la relación con la naturaleza y la vida diaria de estos grupos humanos.
Los artesanos precolombinos residentes en la zona que actualmente es Costa Rica, trabajaron el oro nativo de procedencia aluvial, el cual se obtenía de las arenas de los ríos y las riberas de las costas, y se lavaba en bateas de madera. El arte del trabajo de los metales requería una habilidad particular, un aprendizaje largo y complicado, que realizaban especialistas a tiempo completo.
El museo cuenta con una colección arqueológica of 3567 artefactos precolombinos que incluyen of 1922 objetos de cerámica, 1586 piezas de oro, 46 objetos de piedra, 4 de jade y 9 de vidrio o abalorios. La colección de oro data del 300-400 a. C. al 1550 d. C. Los objetos precolombinos son procedentes de distintas regiones geográficas del país: vasijas en formas diversas, objetos, estatuas y utensilios en cerámica y piedra, utilizados en la vida cotidiana y ceremonial de los pueblos.

## Galería

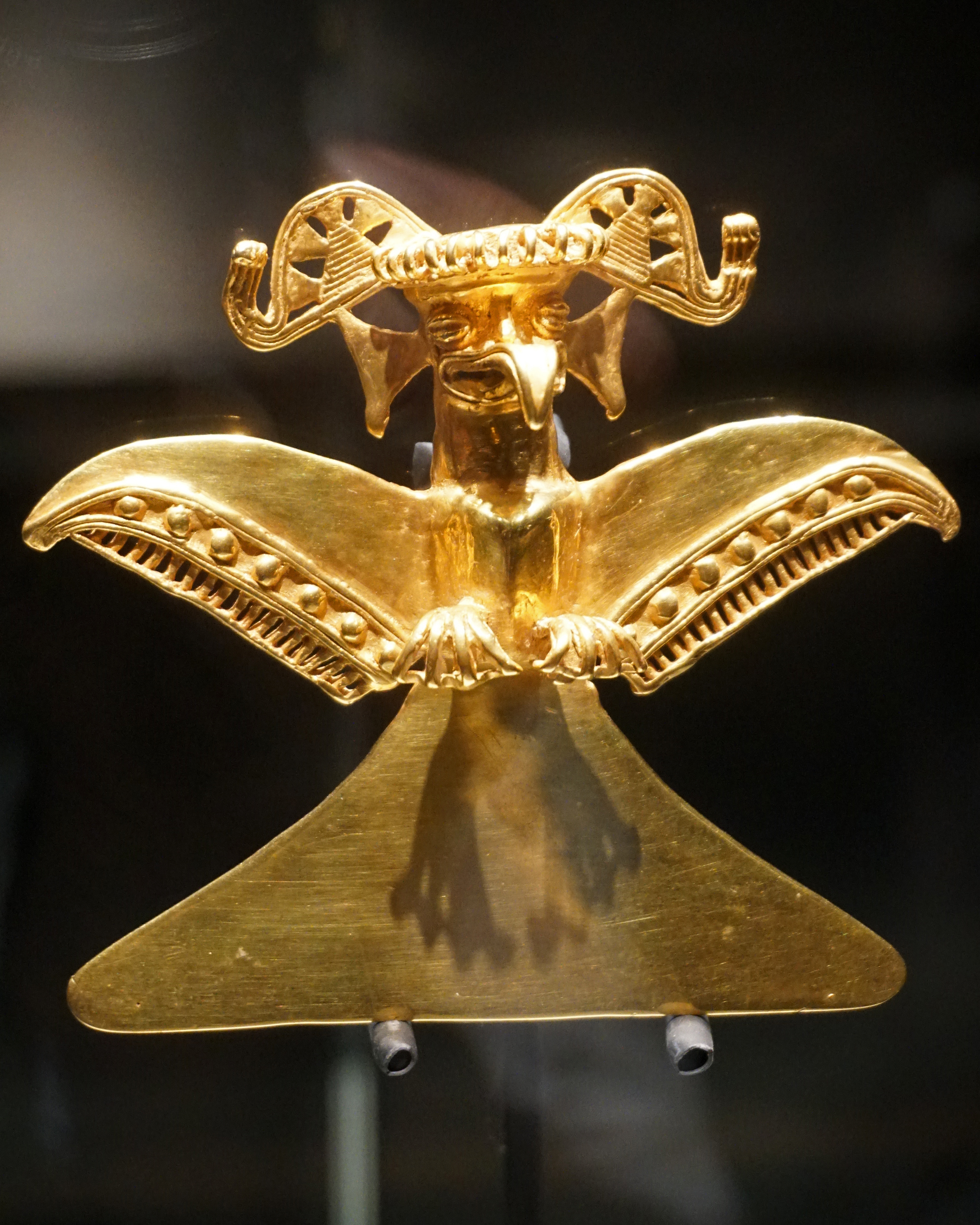
Águila arpía de oro
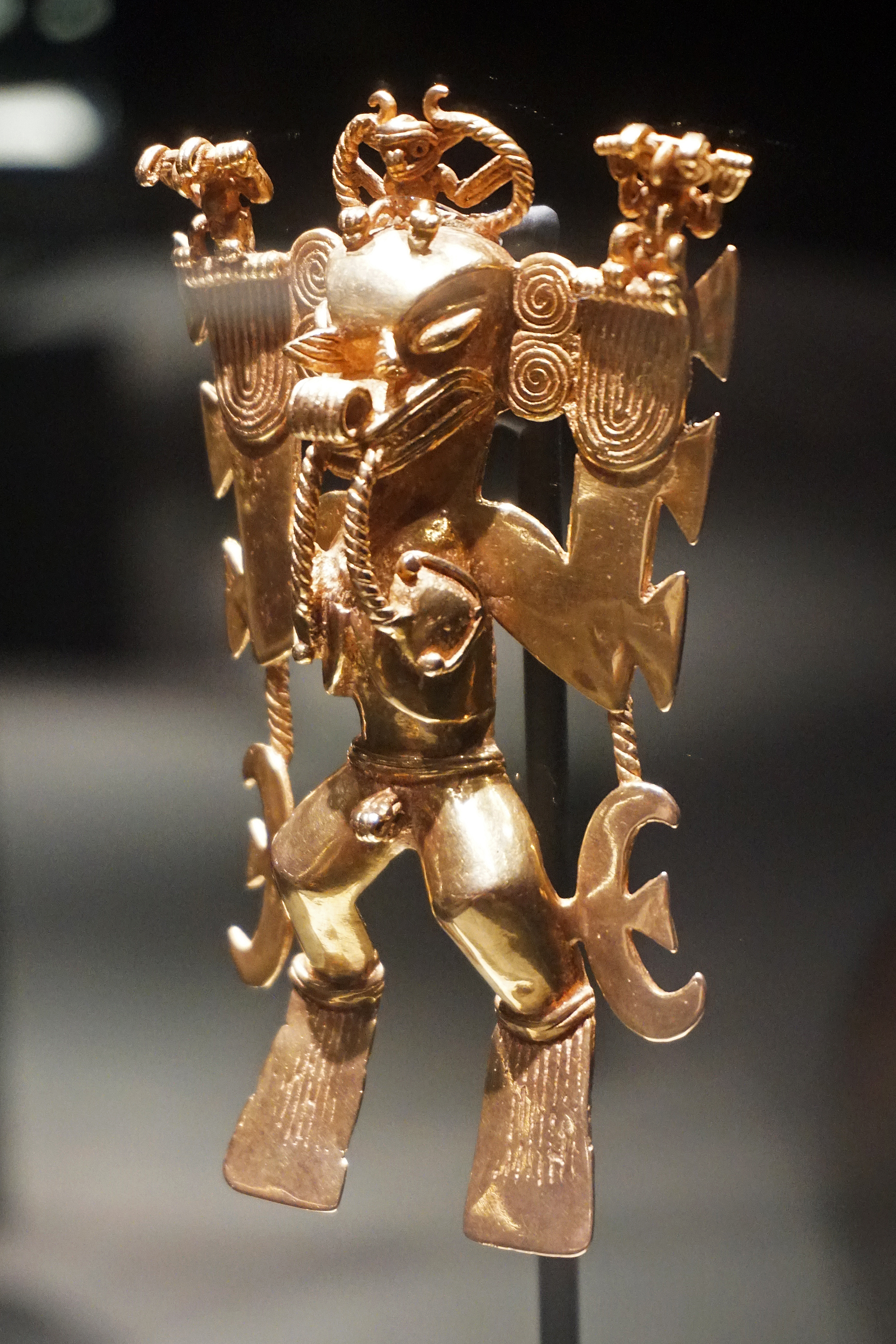
Figura de oro de un Chamán
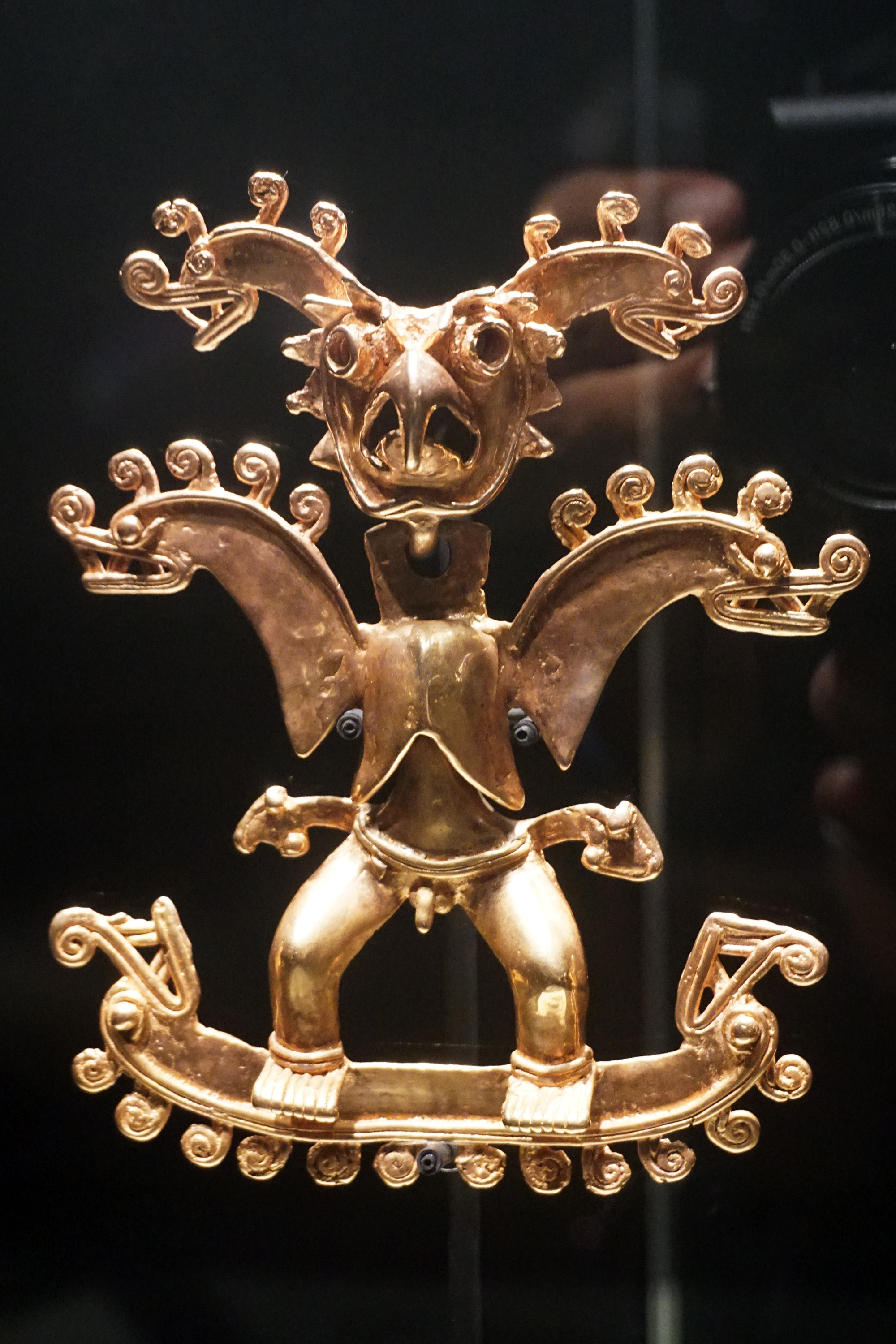
Figura de oro del Dios Sibú de los Bribri
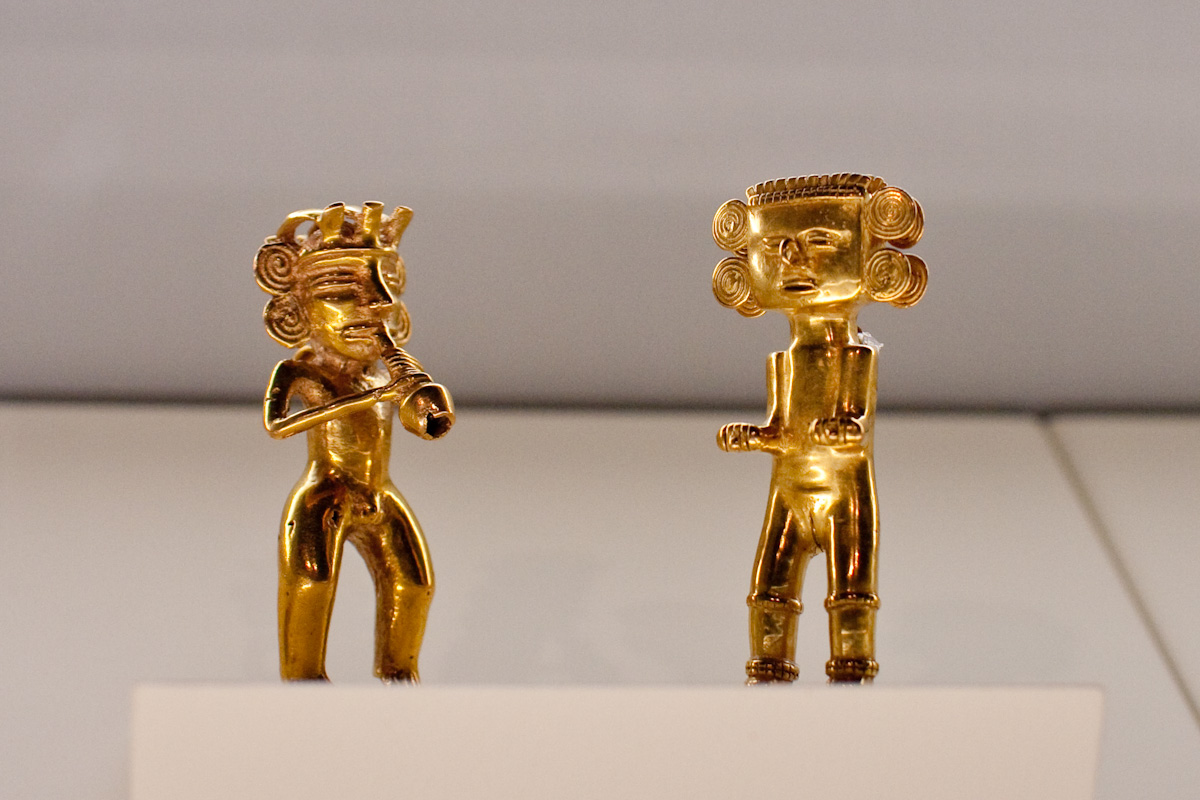
Figuras de oro de un músico y un bailarín
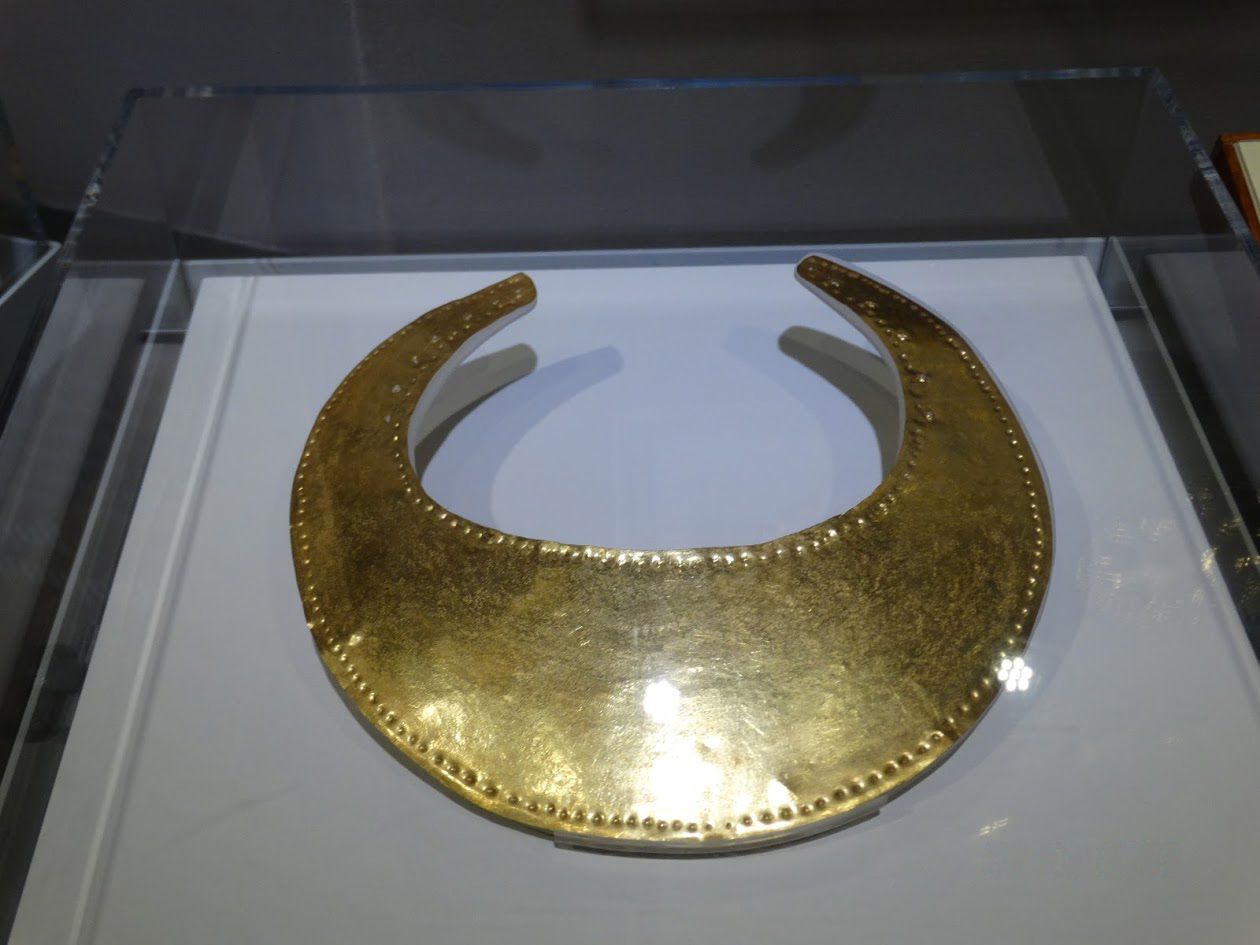
Collar de oro
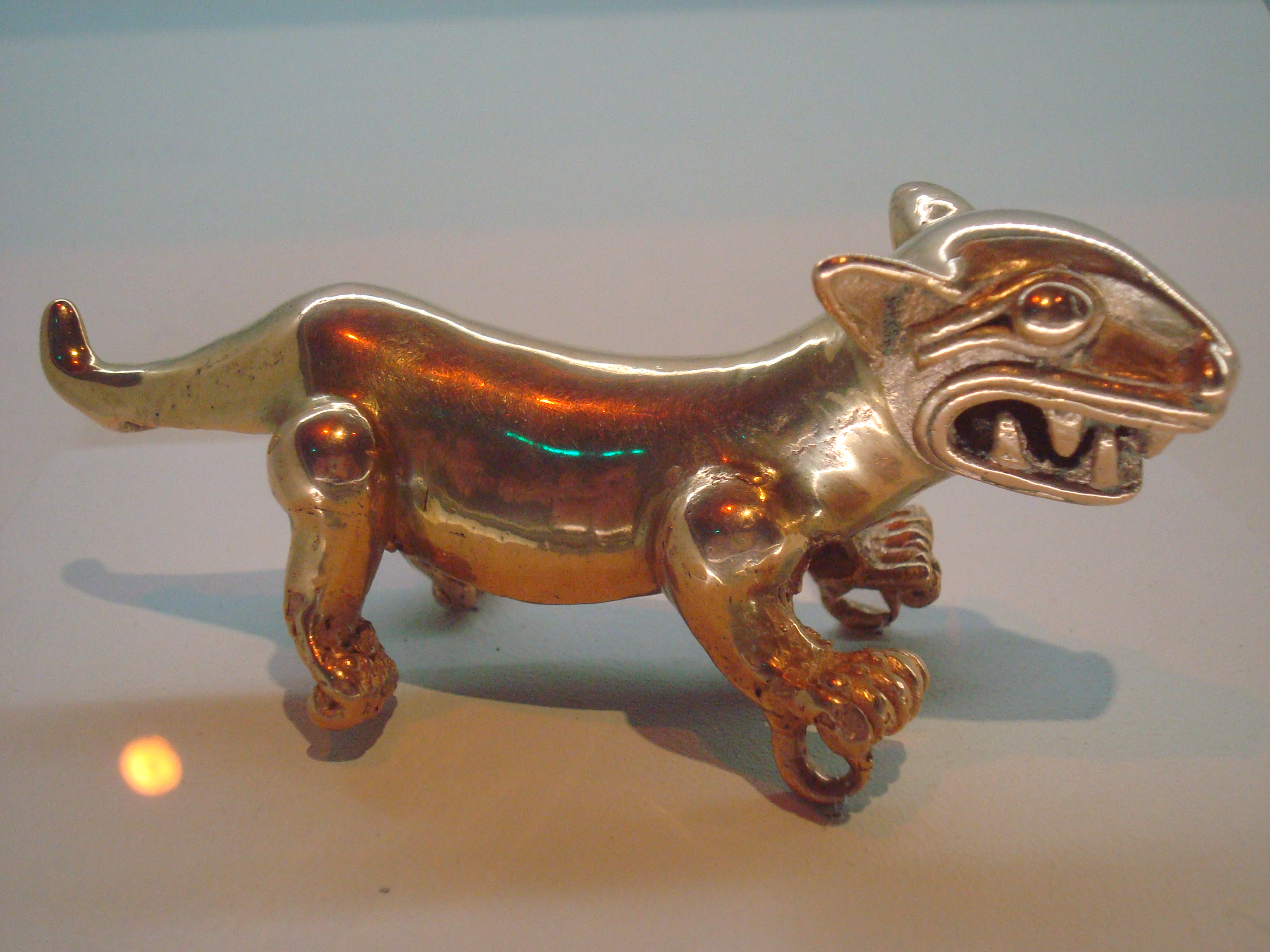
Jaguar de oro
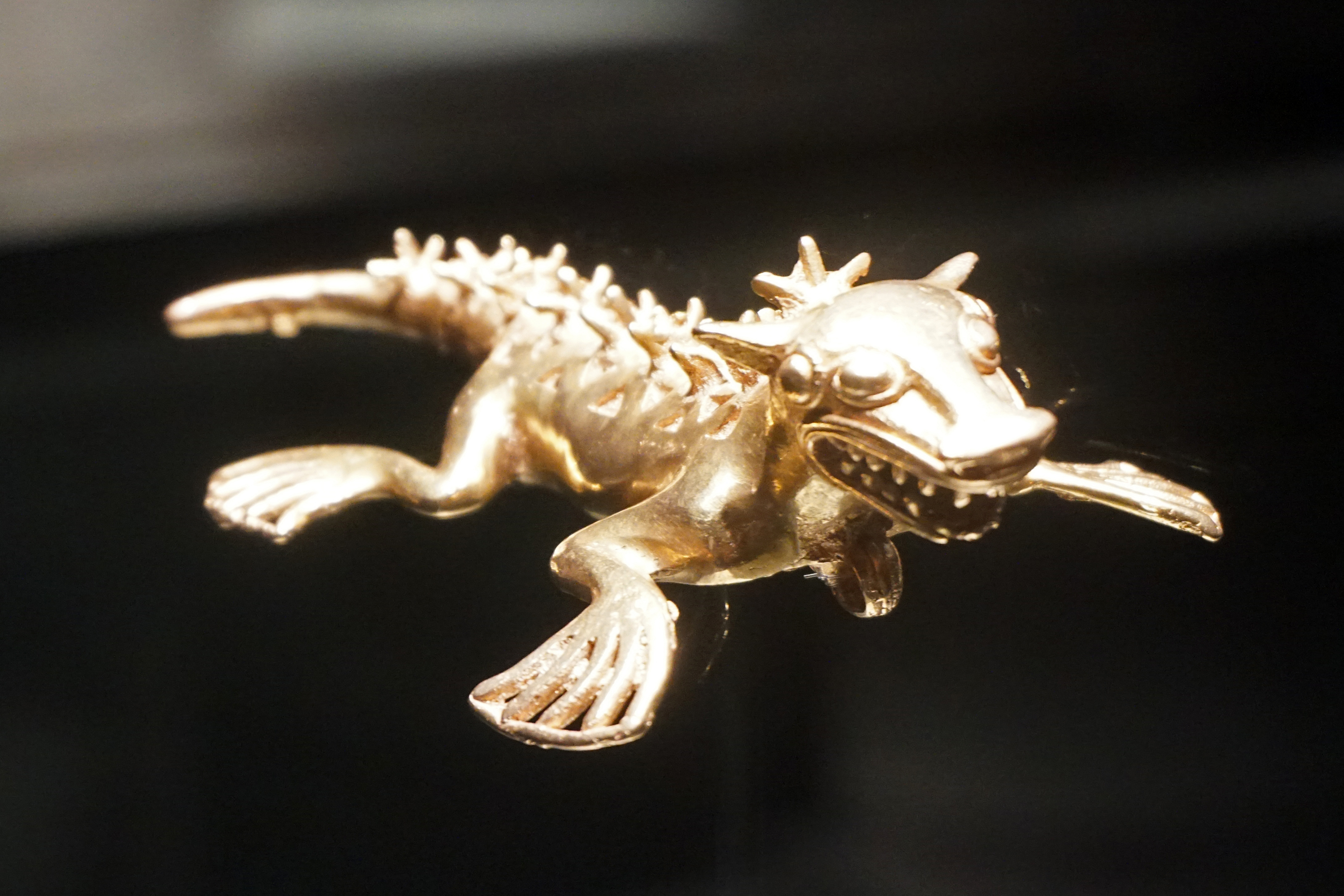
Lagarto de oro con cabeza de felino
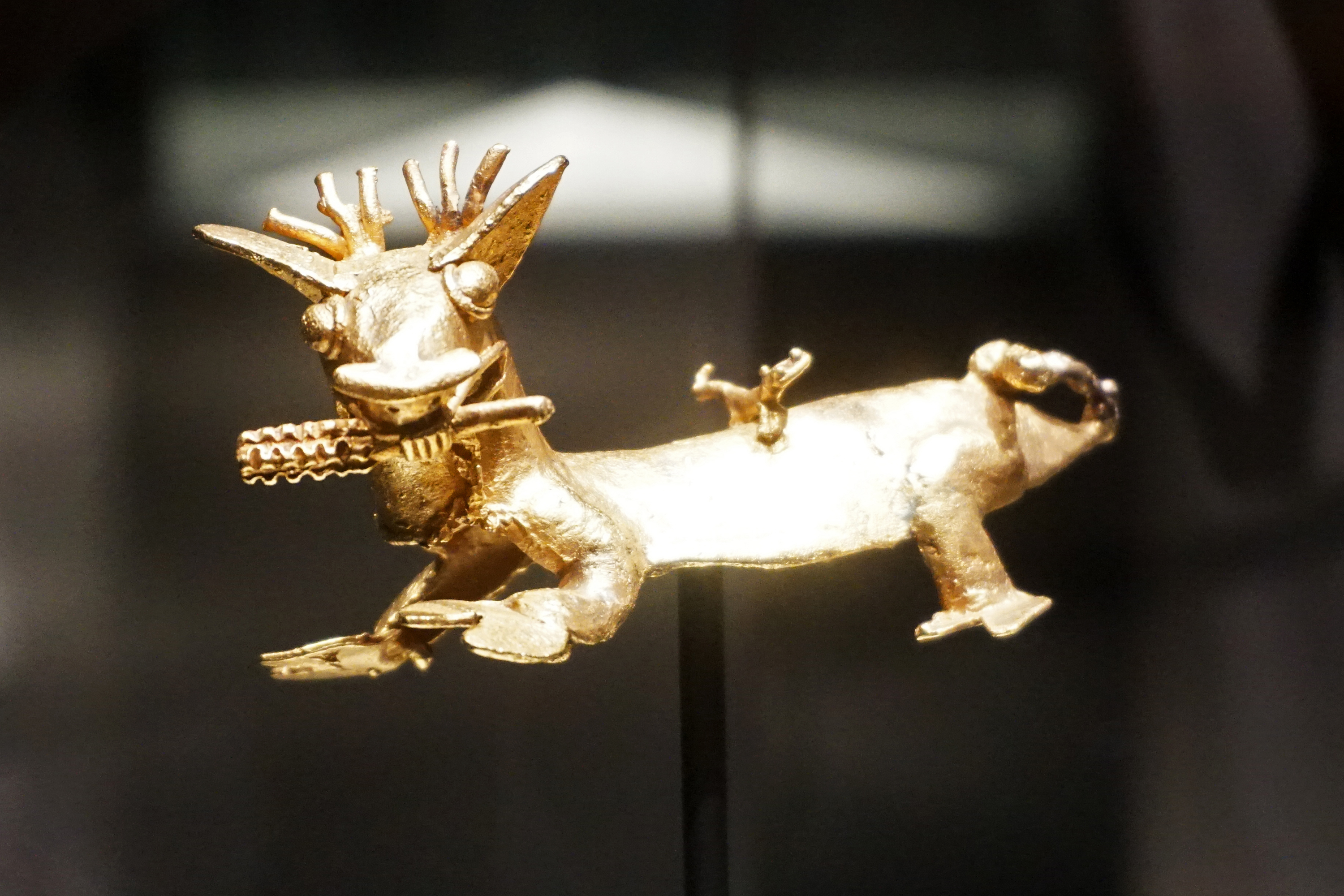
Venado de oro con una mazorca de maíz
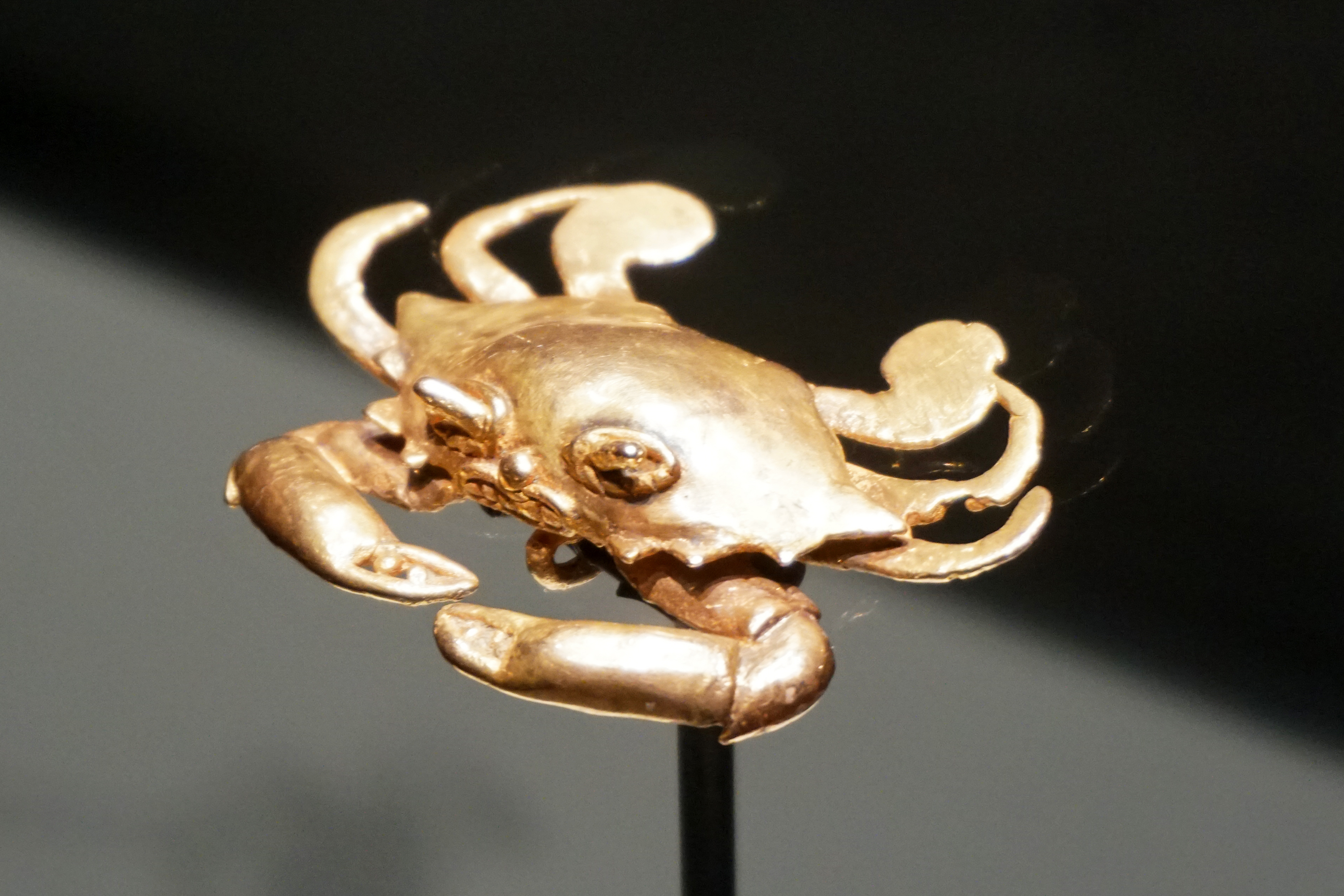
Cangrejo de oro
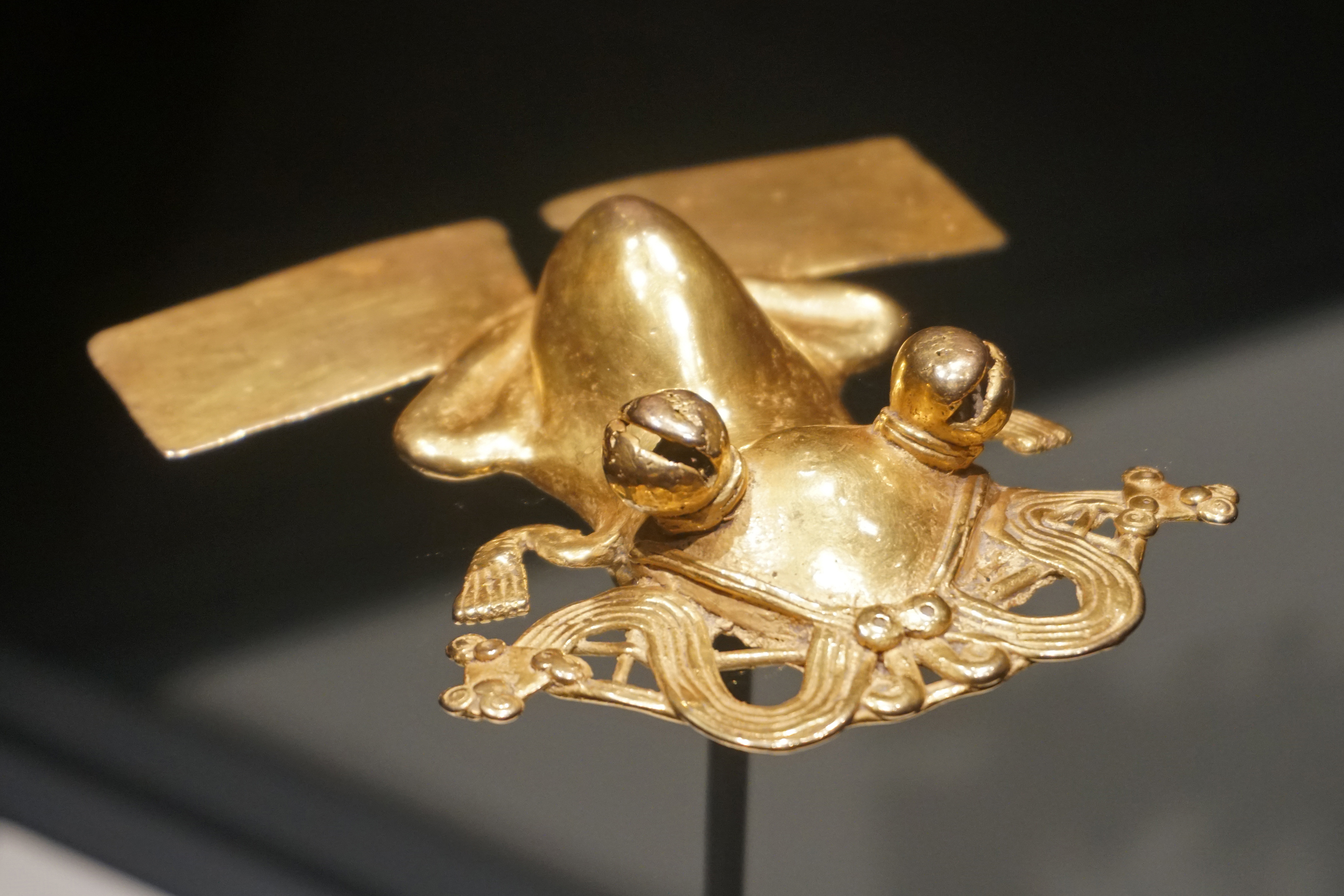
Rana de oro
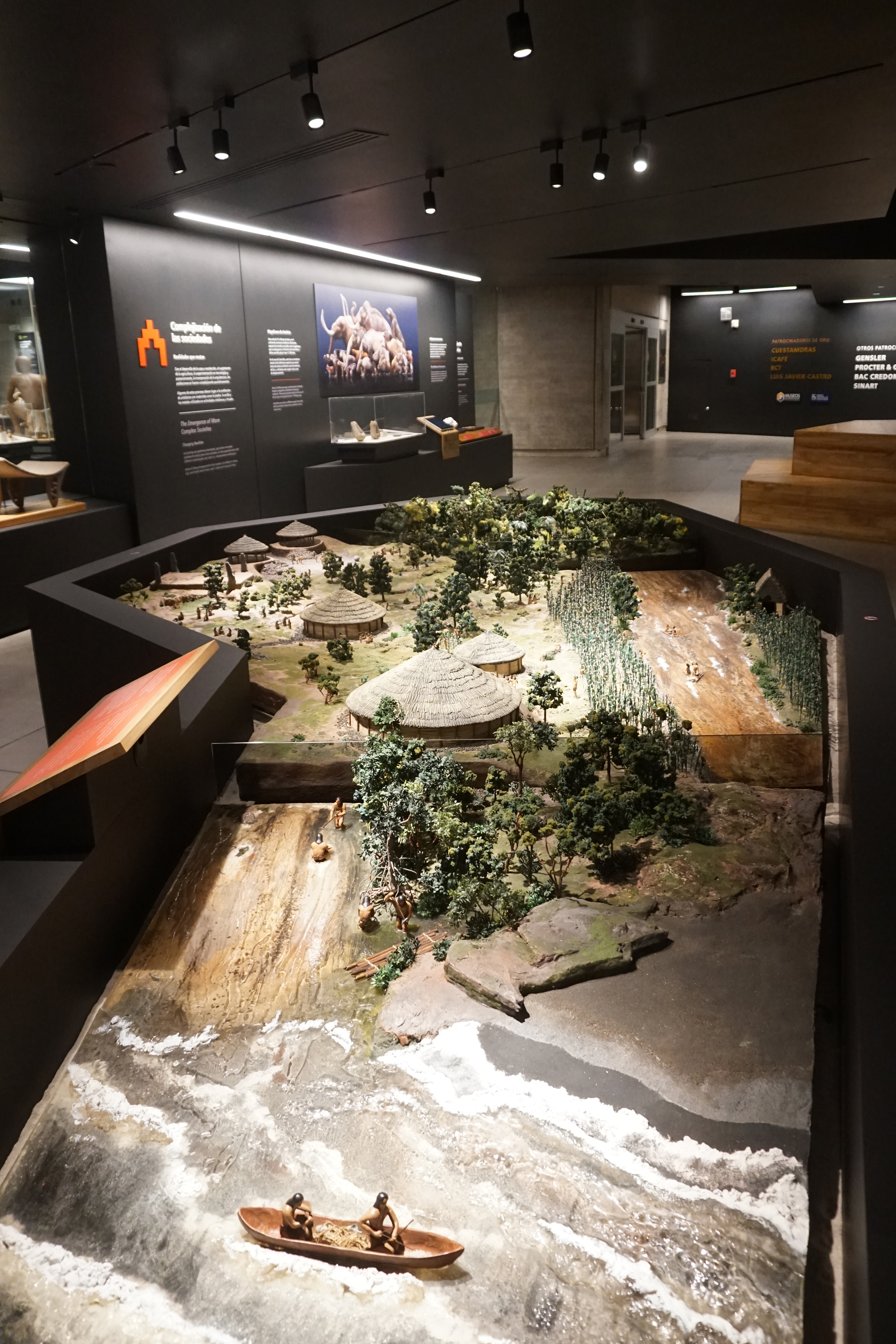
Diorama de una villa pre-colombina
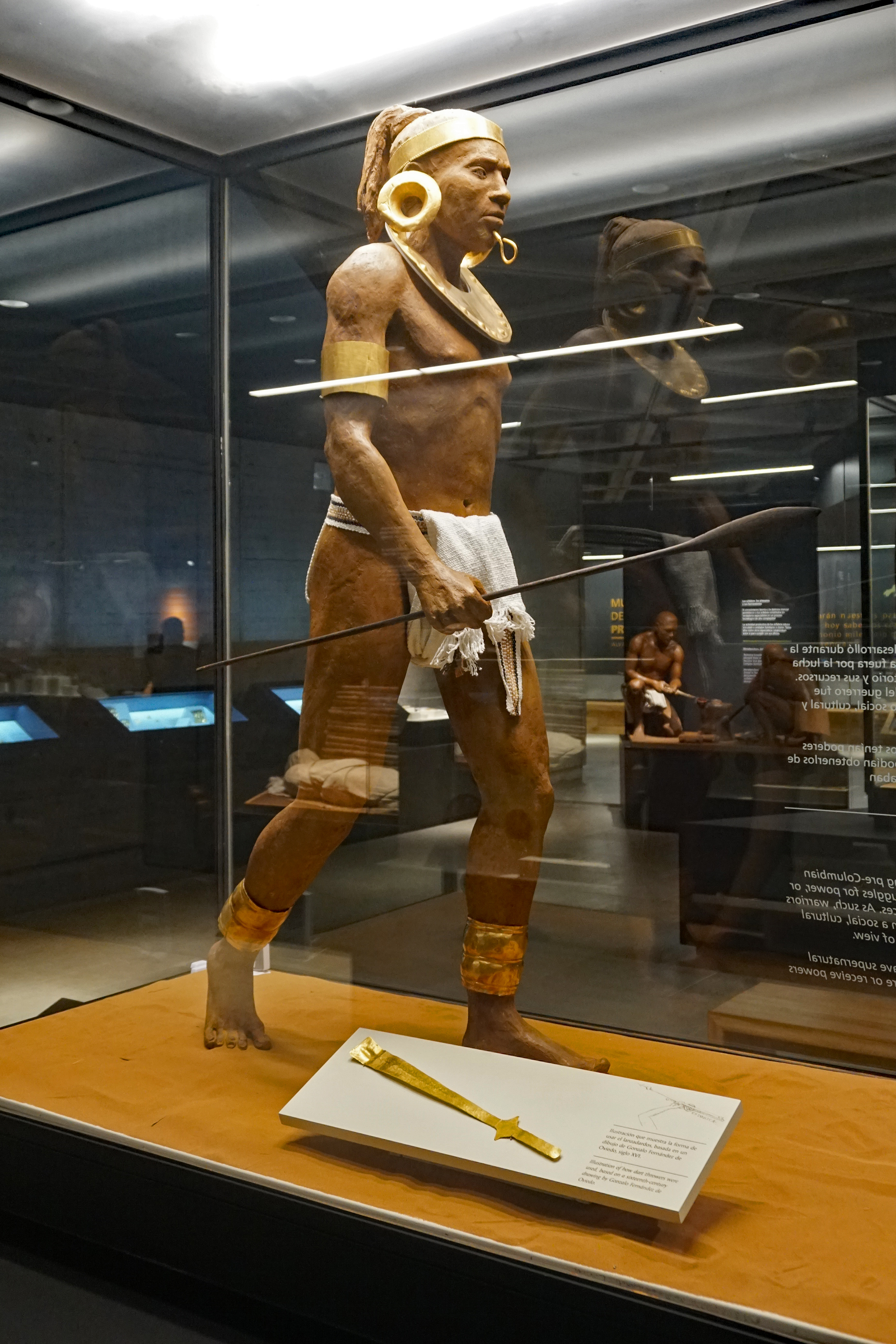
Diorama de un guerrero
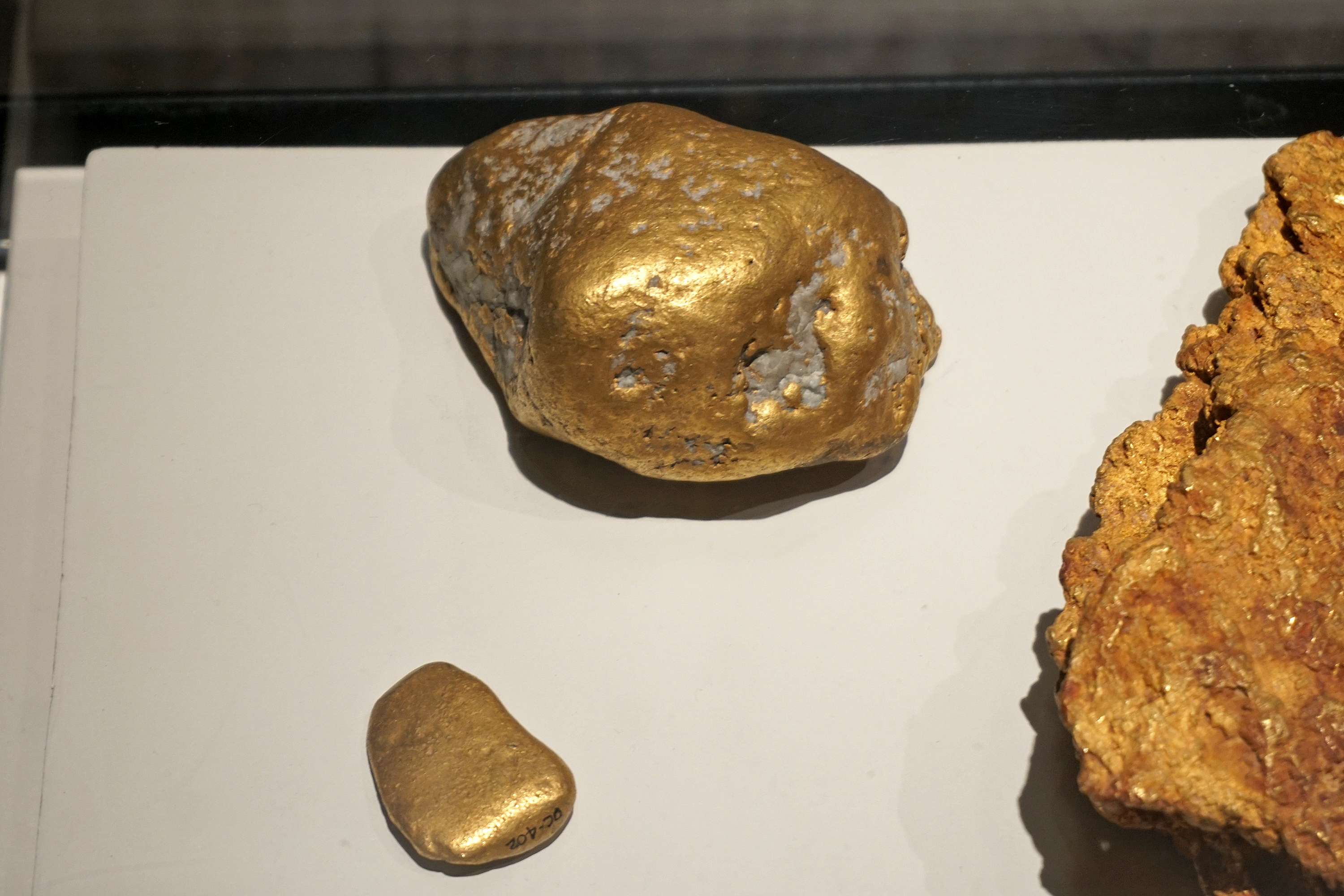
Mayor pepita de oro encontrada en Costa Rica, Río Sierpe